# Альбедо цитрусовых
Альбе́до ци́трусовых (позднелат. albēdo — «белизна», образованного от лат. albus — «белый») — внутренний белый рыхлый губчатый слой кожуры плодов цитрусовых.

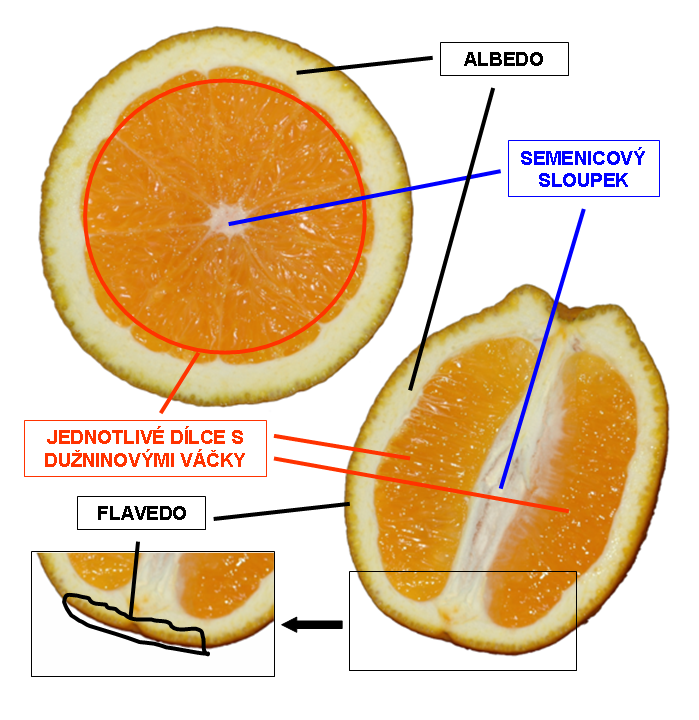
Гесперидий апельсина

Представляет собой средний слой околоплодника (мезокарпий, или межплодник). У цитрусовых мезокарпий является беловатым рыхлым слоем, лежащим непосредственно под жёлтым флаведо. Состоит из звёздчатых или рогатых клеток, между которыми находятся крупные воздухоносные полости межклетники.
В зависимости от видовой и сортовой принадлежности альбедо плодов цитрусовых содержит большое количество структурных углеводов клетки: целлюлозы 3,5—4,4 % и запасных углеводов — водорастворимых сахаров 6,5—8,0 %, протопектина 1,9—6,1 %, водорастворимого пектина 0,3—2,1 % на сырую массу. В водорастворимых фракциях сахаров альбедо цитрусовых содержится глюкоза, фруктоза и сахароза с малыми количествами ксилозы и рамнозы. Альбедо плодов цитрусовых содержит значительно больше пектина, чем мякоть, и представлен он преимущественно на 2⁄3 протопектином. Содержание пектина — наибольшее именно в альбедо. В связи с этим крупноплодные цитрусовые в качестве промышленного сырьевого источника пектина оцениваются именно по массе альбедо. К примеру, содержание пектиновых веществ в альбедо соответственно составляет: у апельсинов 20,5 %; у лимонов 29,9 %; у мандаринов 9,3 %.

## См.также
- Гесперидий
- Мезокарпий
- Флаведо